# Aldudes

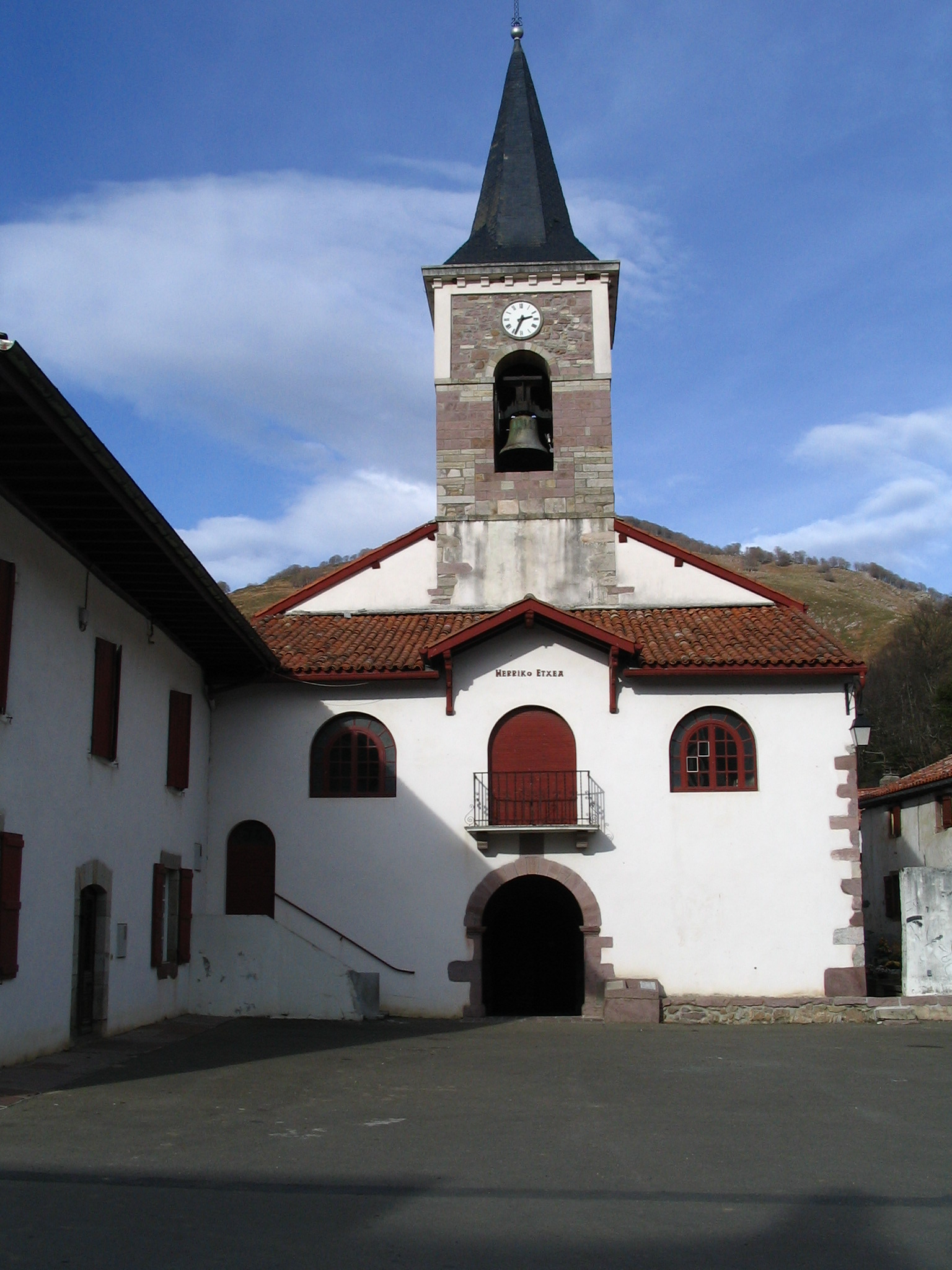
Kościół w Aldudes

Aldudes – miejscowość i gmina we Francji, w regionie Nowa Akwitania, w departamencie Pireneje Atlantyckie.
Według danych na rok 1990 gminę zamieszkiwały 433 osoby, a gęstość zaludnienia wynosiła 19 osób/km² (wśród 2290 gmin Akwitanii Aldudes plasuje się na 764. miejscu pod względem liczby ludności, natomiast pod względem powierzchni na miejscu 437.).
| 1896 | 1901 | 1926 | 1962 | 1968 | 1975 | 1982 | 1990 | 1999 |
| ---- | ---- | ---- | ---- | ---- | ---- | ---- | ---- | ---- |
| 1150 | 1077 | 980  | 807  | 718  | 586  | 483  | 433  | 395  |